# Sejcká Lhota
Sejcká Lhota je malá vesnice, část obce Chotilsko v okrese Příbram ve Středočeském kraji. Nachází se asi 1,5 kilometru jižně od Chotilska. Je zde evidováno 41 adres. V roce 2011 zde trvale žilo 27 obyvatel.
Sejcká Lhota je také název katastrálního území o rozloze 1,94 km².
Jižně od vsi, u potoka Radič, se nachází osada Pod Lhotou, jejíž část zasahuje i do katastru sousední Prostřední Lhoty.

## Historie
První písemná zmínka o vesnici pochází z roku 1335.

## Obyvatelstvo
| Rok            | 1869 | 1880 | 1890 | 1900 | 1910 | 1921 | 1930 | 1950 | 1961 | 1970 | 1980 | 1991 | 2001 | 2011 | 2021 |
| -------------- | ---- | ---- | ---- | ---- | ---- | ---- | ---- | ---- | ---- | ---- | ---- | ---- | ---- | ---- | ---- |
| Počet obyvatel | 75   | 92   | 106  | 90   | 83   | 88   | 100  | 57   | 56   | 38   | 24   | 24   | 24   | 27   | 35   |
| Počet domů     | 14   | 15   | 16   | 16   | 16   | 15   | 18   | 22   | 22   | 12   | 10   | 13   | 11   | 16   | 19   |